# Cambio de topónimo en Grecia
Cambio de topónimo en Grecia es un reemplazo sistemático de topónimos eslavos, turcos y albaneses por otros griegos como parte de la política y la ideología de la helenización.
En 1909, se designó una comisión especial del gobierno para concluir que el nombre de una de cada tres aldeas griegas debía cambiarse, porque en 1500 de las 5069 aldeas griegas se pronunciaba la palabra "bárbaro".
Según datos del Instituto de Estudios Griegos Modernos de Atenas, entre 1913 y 1996, los nombres de 4413 asentamientos fueron cambiados en Grecia. Max Vasmer en su trabajo Los eslavos en Grecia enumera 2142 nombres eslavos de asentamientos en Grecia en 1941, el resto siendo de etimología turca o albanesa.